# Ricky Sbragia
Pour les articles homonymes, voir Sbragia.
Richard « Ricky » Sbragia, né le 26 mai 1956 à Lennoxtown, est un footballeur écossais devenu entraîneur. Il est d'origine italienne.

## Biographie
Formé à Birmingham City, il a été prêté en Écosse, au Greenock Morton FC. Il a ensuite connu quatre clubs anglais : Walsall, Blackpool, York City et Darlington (en prêt). Après avoir terminé sa carrière de footballeur, en 1987, il entre dans le staff de son ancien club, York City, où il développe la formation de jeunes joueurs avec succès jusqu'en 1994. Après qu'il a quitté le club, ses anciens protégés réussissent lors de la saison 1995-1996, alors que York City évolue en troisième division, à éliminer le grand Manchester United de la League Cup. Quatre des jeunes joueurs qu'il y avait formé deviendront internationaux espoirs : Graeme Murty, Jonathan Greening, Richard Cresswell et Darren Williams. De 1994 à 2002, il évolue à Sunderland, en tant qu'entraîneur des équipes de jeunes puis de l'équipe réserve. En 2002, il quitte Sunderland pour Manchester United, où il formera, entre autres, Kieran Richardson et Darren Fletcher. Il est nommé le 10 octobre 2005 entraîneur de l'équipe première des Bolton Wanderers. Après le départ du manager Sam Allardyce, il est conservé au poste d'entraîneur de l'équipe première par le nouveau manager Sammy Lee. En novembre 2007, il retourne à Sunderland, où il évolue dans le staff dirigé par Roy Keane. Après la démission de Roy Keane le 4 décembre 2008, Sbragia est nommé manager temporaire de l'équipe, mais il réussit à améliorer les résultats de Sunderland et à se faire apprécier de ses joueurs. Il signe donc logiquement un contrat de 18 mois le 27 décembre 2008. Il démissionne fin mai 2009 après avoir réussi à maintenir Sunderland de justesse.

## Carrière de joueur
- 1974-1978 : Birmingham City  Angleterre
- →1975-1976 : Greenock Morton  Écosse (prêt)
- 1978-1980 : Walsall  Angleterre
- 1980-1982 : Blackpool  Angleterre
- 1982-1987 : York City  Angleterre
- →1985 : Darlington  Angleterre (prêt)

## Carrière d'entraîneur
- 1987-1994 : York City  Angleterre (entraîneur des équipes de jeunes)
- 1994-2002 : Sunderland  Angleterre (entraîneur des équipes de jeunes, puis de l'équipe réserve)
- 2002-2005 : Manchester United  Angleterre (entraîneur des équipes de jeunes)
- 2005-2007 : Bolton Wanderers  Angleterre (entraîneur de l'équipe première)
- 2007-2008 : Sunderland  Angleterre (membre du staff d'entraînement)
- Déc 2008-2009 : Sunderland  Angleterre (manager de l'équipe première)[1]